# Карен Юнґйоганн
Карен Юнґйоганн (нім. Caren Jungjohann, 23 грудня 1967) — німецька хокеїстка на траві.
Срібна призерка Олімпійських Ігор 1992 року, учасниця 1988 року.
Бронзова призерка Трофею чемпіонів 1989 року.